# Pulau Moa
Pulau Moa är en ö i Indonesien.   Den ligger i provinsen Moluckerna, i den östra delen av landet, 2 300 km öster om huvudstaden Jakarta. Arean är 364 kvadratkilometer.
Terrängen på Pulau Moa är platt. Öns högsta punkt är 367 meter över havet. Den sträcker sig 17,4 kilometer i nord-sydlig riktning, och 40,2 kilometer i öst-västlig riktning.